# Marja Mortensson
Marja Helena Fjellheim Mortensson, född 5 mars 1995, är en sydsamisk jojkare, språkarbetare och musiker, född i Engerdal, Norge och uppvuxen inom renskötseln i Svahken Sijte.

## Biografi
Marja Mortensson är en av få artister idag som framför syd- och umesamisk jojk. 2017 gav hon ut debutalbumet Aaregïjre – Early Spring på förlaget Vuelie, som drivs av den sydsamiske musikern och komponisten Frode Fjellheim. Albumet följdes av i snitt ett nytt album per år under en treårsperiod. Mortensson har även medverkat på album tillsammans med andra musiker, däribland den norske jazztubisten Daniel Herskedal.
Mortensson var en av de första sydsamer i Elgå, runt 30 mil norr om Oslo, som inte behövde flytta hemifrån för att kunna läsa sitt språk under sin skoltid. Detta har präglat Mortensson starkt, som i största möjliga mån använder sig av det sydsamiska språket som sitt konstnärliga språk. Idag blandar hon klassisk musik, jazz och jojk i sin musik, och räknas både som en traditionsbärare och förnyare av de två sydligaste jojkstilarna i Sápmi.
Under våren 2014 deltog hon i mentorsprogrammet Russuoh Vuölieb - Väck upp jojken, tillsammans med andra samiska artister, såsom Katarina Barruk och Jörgen Stenberg. Hon har även studerat jojk vid Nord Universitet i Norge.
Efter att ha uppmärksammats som årets unga konstnär på den samiska festivalen Riddu Riđđu, har Mortensson turnerat både inom Norden, och i Taiwan, Kongo-Kinshasa och Sibirien. Hon var även en av artisterna i 100-årsjubileumsföreställningen Jielemen Aavoe i Trondheim 2017, tillsammans med bland annat Mari Boine och Sofia Jannok. Konserten hölls till minne av det första samiska landsmötet som anordnades i Trondheim av bland annat Elsa Laula och Daniel Mortensson 1917.
Under våren 2021 deltog Mortensson i det norska musikprogrammet De Neste, på NRK1, där hon tolkade sex stycken norska musikers låtar i ny tappning.

## Utmärkelser och priser
- 2013: Hedmark fylkeskommunes kulturpris[19]
- 2014: Årets unga konstnär på Riddu Riđđu
- 2016: Sámi Music Awards[20]
- 2017: Engerdals Kommunes Kulturpris[21]
- 2019: Spellemannprisen[22]
- 2019: NOPA-priset för låten Mojhtesh från albumet Mojhtestasse – Cultural Heirlooms[23]
- 2021:  Áillohaš-priset[24]

## Diskografi
Soloalbum
- 2017: Aarehgïjre – Early Spring (Vuelie)
- 2018: Mojhtestasse – Cultural Heirlooms (Vuelie)
- 2019: Lååje – Dawn (Vuelie)

Tillsammans med andra
- 2019: Klarvær (tillsammans med Moenje)[26]
- 2021: Tsïegle[27]

Singlar
- 2021: Jahtijem – City Boy (från De Neste)
- 2021: Mov gieriesvoetine – Fordi eg elsker deg (från De Neste)
- 2021: Rudtjen tjuvdie – Styggen på Ryggen (från De Neste)
- 2021: You Know So Well (från De Neste)
- 2021: Vaajmah jïh seala - to hjerter og en sjel (från De Neste)
- 2021: Here We Are (från De Neste)
- 2019: Eagnede Fropmehkem – A Storm is Rising

Medverkar på
- 2018: Beaiveidja – Solnatt (blandade artister)[28]
- 2017: This is the Corner of a Larger Field (med Merlyn Driver)[29]
- 2015: Russuoh Vuölieb (blandade artister)[30]